# 沙朗街道
沙朗街道，是原中华人民共和国云南省昆明市五华区下辖的一个街道。。2011年与厂口街道合并成立西翥街道。

## 行政区划
沙朗街道原下辖以下地区：
东村社区、大村社区、桃园社区、三多社区、龙庆社区、陡坡社区、新民社区、陡普鲁社区、厂口社区、迤六社区和瓦恭社区。